# قلعة كارديف

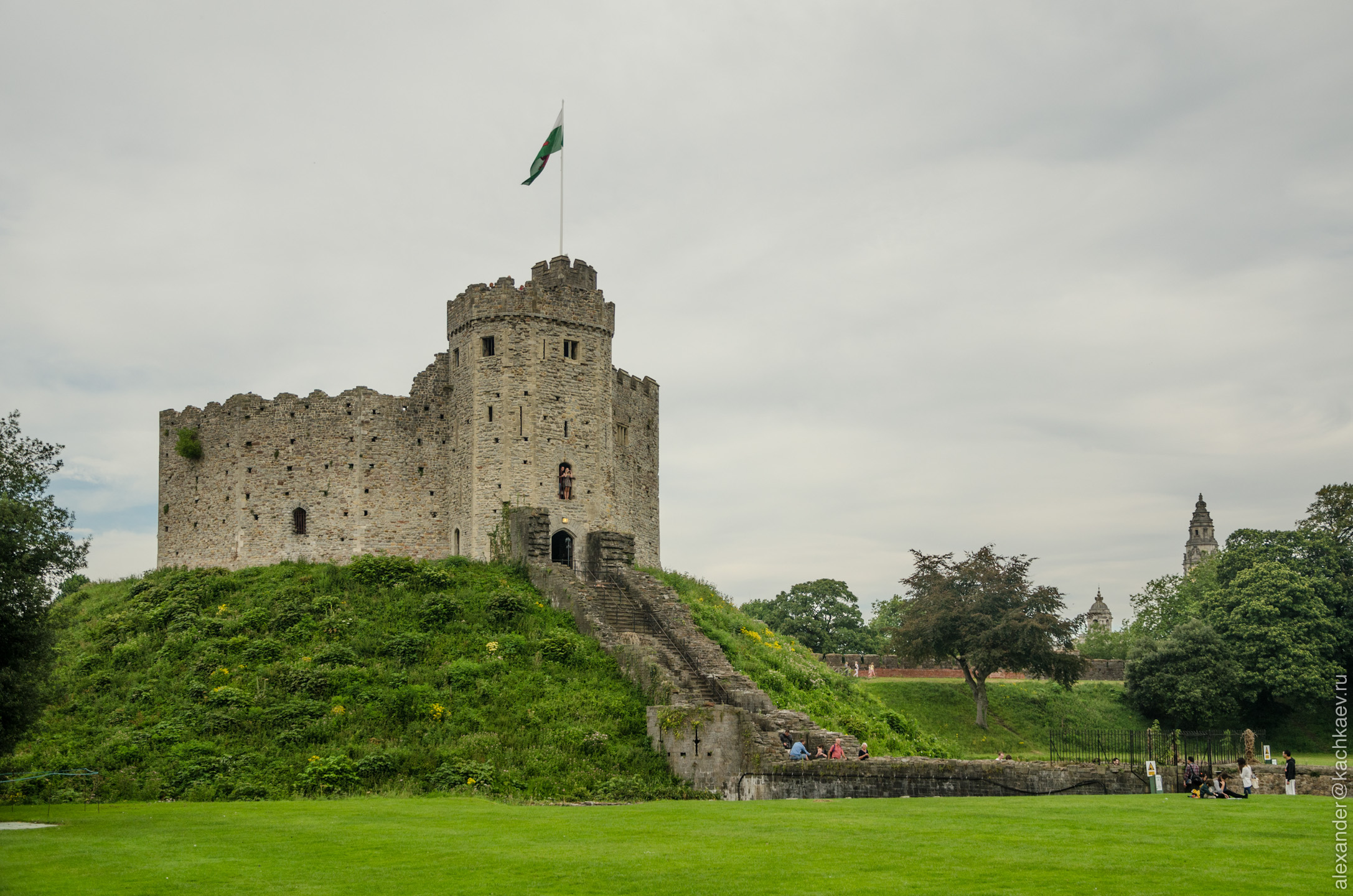
قلعة كرديف 2012

قَلْعَةُ كَرْدِيف واحدة من أكثر المواقع الرائعة والمعقدة من بين جميع القلاع في المملكة المتحدة، وتاريخها يمتد لأكثر من 2000 عام وهي واحدة من المعالم التراثية الرائدة في ويلز وموقع ذو أهمية دولية. تقع القلعة في قلب العاصمة.

## حصن روماني
من المحتمل أن تكون الحصن الروماني في كرديف قد أنشئت في نهاية عام 50 م، على موقع استراتيجي يتيح سهولة الوصول إلى البحر. وتشير الحفريات الأثرية إلى أن هذه كانت أول أربع حصون، كل منها بحجم مختلف، احتلت الموقع الحالي. ويمكن رؤية بقايا الجدار الروماني اليوم.

## نورمان كيب
بعد الفتح النورماندي، تم بناء القلعة، وإعادة استخدام موقع الحصن الروماني. وهو أول من إبقاء على الحصن، التي اقامها روبرت فيتزامون، نورمان لورد من غلوسستر، وربما بنيت من الخشب. وتبعت التحصينات والمساكن في القرون الوسطى على مر السنين.

## عائلةبيوت
مرت القلعة عبر أيدي العديد من العائلات النبيلة حتى في عام 1766م، مرت من قبل الزواج من عائلة بيوت. وكانت ماركيس الثاني من بوت مسؤولية عن تحويل كرديف إلى أكبر ميناء تصدير الفحم في العالم. مرت القلعة وبوت ثروة لابنه جون، مركيز الثالث من عائلة بوت الذي اشتهر بفضل سمعته الطيبة واصبح في عام 1860 م أغنى رجل في العالم.

## ويليام بورجس
في عام 1866 م قام مرقس الثالث بتوظيف المهندس العبقري ويليام بورجس لتحويل مساكن القلعة. داخل الأبراج القوطية انه خلق الداخلية الفخمة والفخمة، الغنية مع الجداريات، الزجاج الملون، الرخام، التذهيب والنقوش الخشبية المتقدمة. كل غرفة لها موضوع خاص بها، بما في ذلك حدائق البحر الأبيض المتوسط والديكور الإيطالي والعربي. توفي ماركيز الثالث عن عمر 53 عام فقط في عام 1900م.
على الرغم من واجبات الموت الضخمة على الحوزة، أكمل مركيز الرابع العديد من مشاريع ترميم والده بما في ذلك إعادة بناء الجدار الروماني. واصلت عائلة بيوت البقاء في القلعة طوال عام 1920 م إلى عام 1930م، على الرغم من أنها قد باعت العديد من المصالح التجارية في جنوب ويلز.

## هدية إلى مدينةكرديف
بعد وفاة ماركيس الرابع من بيوت، قررت الأسرة إعطاء القلعة والكثير من الحدائق إلى مدينة كرديف. على مدى 25 عاما، كانت القلعة موطنا للكلية الوطنية للموسيقى والدراما ومنذ عام 1974م أصبحت واحدة من الجذب السياحي الزوار الأكثر شعبية في ويلز.
«قلعة كرديف الأساسية» من قبل حاكم القيم ماثيو وليامز هو من اصدر دليل نهائي لتاريخ رائع ومتاح في القلعة بمحل للهدايا.